# Riho Terras
Riho Terras (Tartu, Estonia, 13 de junio de 1939 - San Diego, Estados Unidos, 28 de noviembre de 2005) fue un matemático estonio que emigró a los Estados Unidos.

## Biografía
Era hijo de Hugo Richard Terras (1904-1963), que sirvió en el ejército estonio y emigró a los Estados Unidos en los años cincuenta, y de Agnes Linde o Lindenau. Se doctoró en matemáticas en la Universidad de Illinois en Urbana-Champaign (1970) con Almost Automorphic Functions on Topological Groups, dirigida por Ira David Berg, y enseñó en la Universidad de California en San Diego.

## Obra
Es conocido sobre todo por el teorema de Terras, una solución parcial al difícil problema de Collatz que publicó en 1976 ("A stopping time problem on the positive integers", Acta Arithmetica, 1976) y fue luego desarrollada y ampliada en 2019 por el matemático Terence Tao. También publicó diversos trabajos sobre operadores exponenciales generalizados en la continuación de las funciones hipergeométricas confluentes o funciones de Kummer, función de Bessel, series de Fourier, integrales gaussianas multivariantes, teoría de grupos, funciones gamma y función theta.